# Bradley Raymond
Bradley Alden Raymond (nació el 24 de julio de 1974) es un animador, artista de guion gráfico, y director de cine estadounidense. Ha dirigido numerosas películas, incluyendo Pocahontas II, El jorobado de Notre Dame 2, The Lion King 1½ y Tinker Bell.

## Filmografía

### Historietas
- Thumbelina (1994)
- A Troll in Central Park (1994)

### Animaciones
- Cats Don't dance (1997)

### Como director
- Pocahontas II (1998)
- Mickey's Once Upon a Christmas (1999)
- El jorobado de Notre Dame 2 (2002)
- The Lion King 1½ (2004)
- Tinker Bell (2008)
- Tinker Bell and the Great Fairy Rescue (2010)
- Pixie Hollow Games (2011)
- Huevos verdes con jamón (2022) (serie de televisión)